# Chadwick Lakes
Chadwick Lakes är en serie reservoar i republiken Malta. De ligger i den centrala delen av landet. Chadwick Lakes ligger 118 meter över havet.
Trakten runt Chadwick Lakes består till största delen av jordbruksmark.